# 邱佩宁
邱佩宁（1958年6月23日—），原名邱沛宁，中国内地女演员，毕业于中央民族学院艺术系舞蹈专业。曾担任电视剧《红楼梦》的场记，因出演《西游记》中嫦娥角色而为观众熟知。目前为一家公司的董事长。